# Mercedes F1 W03
La Mercedes F1 W03 è la monoposto costruita dalla casa automobilistica Mercedes, per partecipare al Campionato mondiale di Formula 1 2012.
La nuova monoposto è stata presentata il 21 febbraio 2012 in occasione dei test collettivi a Barcellona.
La F1 W03 sostituisce la Mercedes MGP W02, la quale ha disputato il Campionato mondiale 2011. Il progetto di questa monoposto è nato sotto la direzione tecnica di Bob Bell che si è unito al team della casa tedesca il 1º aprile 2011.
Così come l'anno precedente, la vettura è stata affidata a Michael Schumacher e Nico Rosberg.

## Livrea e Sponsor
La livrea è la stessa degli anni precedenti: grigia con il verde-azzurro dovuto al main sponsor Petronas. Tra i nuovi sponsor rispetto all'anno 2011 ci sarà la multinazionale tedesca di abbigliamento Puma. Invece non sarà più presente lo sponsor Henri Lloyd.

## Sviluppo

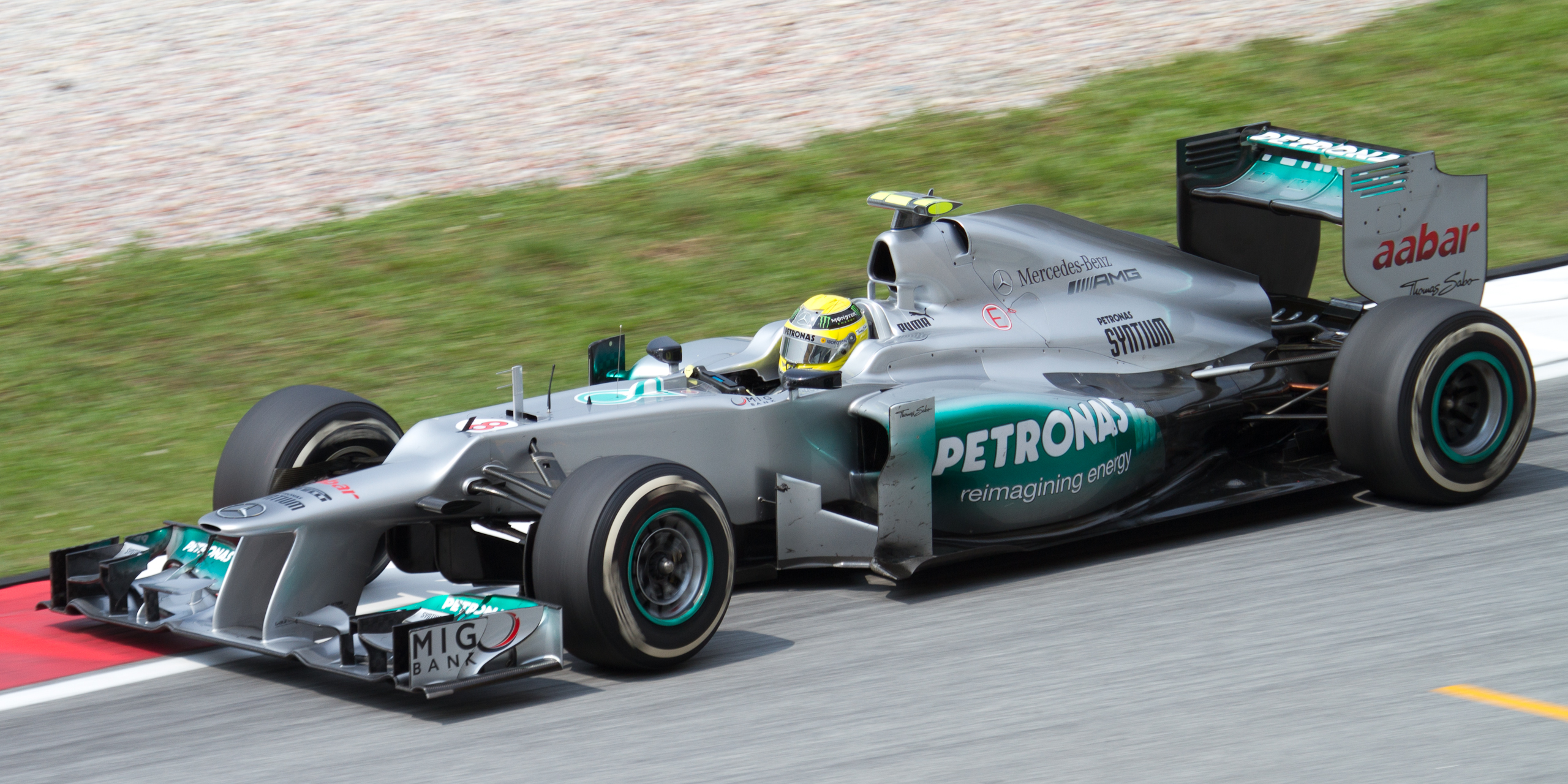
Nico Rosberg impegnato nelle prove libere di Sepang con la F1 W03

Tra le novità immediatamente visibili sulla nuova monoposto della Mercedes si notano delle differenze con la MGP W02 dovute ad alcune modifiche al regolamento tecnico di Formula 1, che impone una altezza più restrittiva per la scocca nella zona davanti all'asse delle ruote anteriori e una diversa posizione dei terminali di scarico del propulsore.
Inoltre, rispetto all'anno precedente, presenta un passo più lungo.
Nel corso del prima gara stagionale La Red Bull e la Lotus protestano contro un dispositivo dell'ala posteriore della monoposto che, durante l'utilizzo del DRS, fa stallare l'ala stessa, accrescendo la velocità massima. Tale soluzione viene però considerata legale dai commissari.
Nel corso della terza gara stagionale in Cina dopo aver conquistato la pole position con Nico Rosberg e il secondo piazzamento con il pluricampione Michael Schumacher, il primo di questi conquista la prima vittoria stagionale. È inoltre la prima vittoria in carriera per Nico Rosberg e la prima vittoria per la Mercedes dal Gran Premio d'Italia 1955.

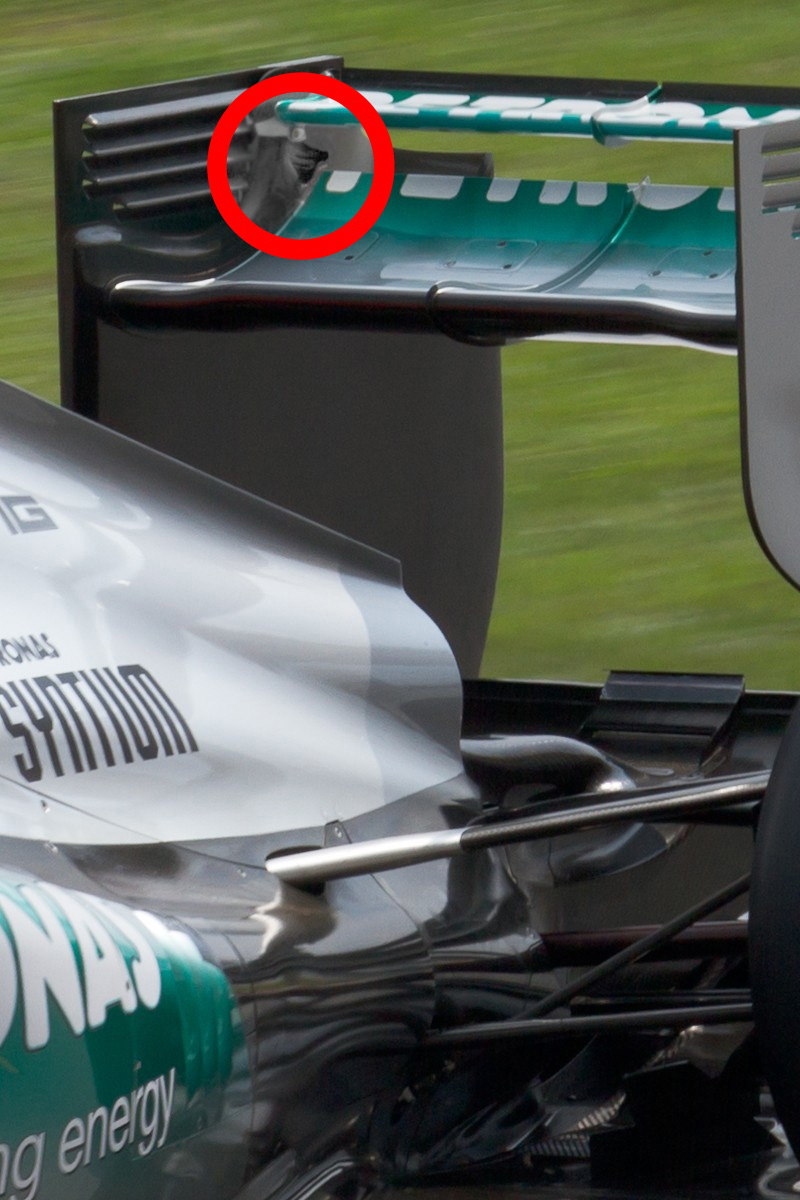
L'ala mobile posteriore della F1 W03 con sistema F-Duct

## Scheda tecnica
- Peso: 640 Kg min. (compresi pilota, acqua e olio)
- Telaio: Mercedes in fibra di carbonio e materiali compositi
- Trazione: posteriore
- Cambio: longitudinale Mercedes-Benz, 7 marce + retromarcia con comando semiautomatico sequenziale a controllo elettronico
- Differenziale:
- Freni: a disco Brembo, autoventilanti in carbonio
- Motore:
  - Num. cilindri e disposizione: 8 a V 90º
  - Cilindrata: 2.400 cm³
  - Alesaggio: 98 mm
  - Valvole: 32
  - Olio:
  - Benzina: Petronas
  - Peso: >95 kg
  - Alimentazione: iniezione elettronica
  - Accensione: elettronica
- Sospensioni: indipendenti, molla di torsione anteriore/posteriore
- Pneumatici: Pirelli
- Cerchi: 13"

### Piloti
| Piloti ufficiali       | Piloti ufficiali   | Piloti ufficiali |
| Nazione                | Nome               | Numero           |
| ---------------------- | ------------------ | ---------------- |
| Germania (bandiera)    | Michael Schumacher | 7                |
| Germania (bandiera)    | Nico Rosberg       | 8                |
| Collaudatori           |                    |                  |
| Nazione                | Nome               | Nome             |
| Regno Unito (bandiera) | Sam Bird           | Sam Bird         |
| Australia (bandiera)   | Brendon Hartley    | Brendon Hartley  |

## Stagione 2012

### Campionato
All'inizio del campionato la vettura si dimostrò poco competitiva, tanto che nei primi due Gran Premi della stagione la scuderia conquistò un solo punto, per mano di Michael Schumacher. La situazione mutò radicalmente nel Gran Premio di Cina, nel quale Nico Rosberg conquistò la vittoria dopo essere partito dalla pole position, portando alla Mercedes il primo successo dal Gran Premio d'Italia 1955, vinto da Juan Manuel Fangio.
Le prestazioni della vettura rimasero piuttosto altalenanti anche nel resto della stagione, soprattutto a causa di problemi nella gestione del consumo degli pneumatici. A Montecarlo Schumacher ottenne il miglior tempo in qualifica, non partendo, però, dalla pole position in seguito ad una penalità; in gara Rosberg chiuse in seconda posizione. A Valencia, invece, Schumacher tornò sul podio per la prima volta dal 2006, chiudendo la gara in terza posizione: sarà l'ultimo dei suoi 155 podi.

## Risultati F1
| Anno | Team            | Motore               | Gomme | Piloti             |     |    |     |    |     |     |     |   |    |    |     |    |   |     |     |     |    |     |    |    | Punti | Pos. |
| ---- | --------------- | -------------------- | ----- | ------------------ | --- | -- | --- | -- | --- | --- | --- | - | -- | -- | --- | -- | - | --- | --- | --- | -- | --- | -- | -- | ----- | ---- |
| 2012 | Mercedes AMG F1 | Mercedes-Benz 2.4 V8 | P     | Michael Schumacher | Rit | 10 | Rit | 10 | Rit | Rit | Rit | 3 | 7  | 7  | Rit | 7  | 6 | Rit | 11  | 13  | 22 | 11  | 16 | 7  | 142   | 5º   |
| 2012 | Mercedes AMG F1 | Mercedes-Benz 2.4 V8 | P     | Nico Rosberg       | 12  | 13 | 1   | 5  | 7   | 2   | 6   | 6 | 15 | 10 | 10  | 11 | 7 | 5   | Rit | Rit | 11 | Rit | 13 | 15 | 142   | 5º   |

| Legenda | 1º posto     | 2º posto | 3º posto    | A punti         | Senza punti/Non class.  | Grassetto – Pole position Corsivo – Giro più veloce |
| Legenda | Squalificato | Ritirato | Non partito | Non qualificato | Solo prove/Terzo pilota | Grassetto – Pole position Corsivo – Giro più veloce |